# Equipos participantes en la Copa Mundial de Fútbol de 1970

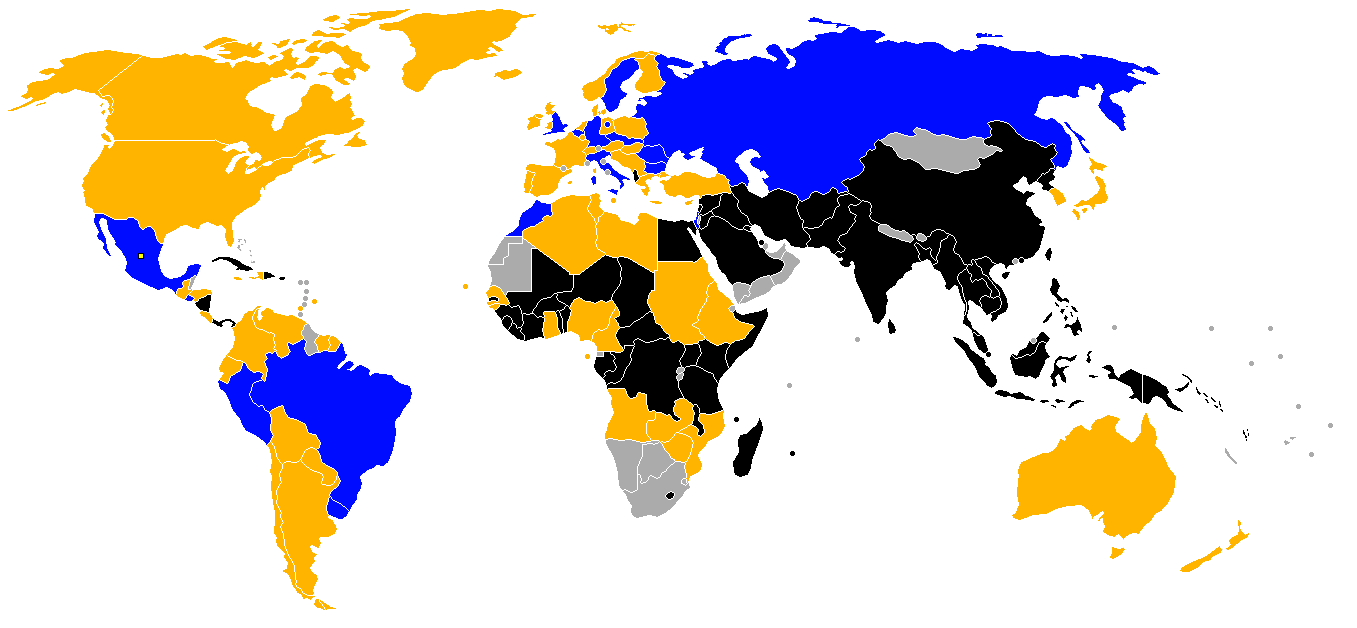
Equipos participantes de la Copa Mundial

Para la IX Copa Mundial de Fútbol, que se realizó en México entre el 31 de mayo y el 21 de junio de 1970, 16 equipos clasificaron a la fase final. Los 16 equipos participantes fueron divididos en cuatro grupos de cuatro integrantes. De cada grupo, los dos mejores equipos clasificaran a una segunda fase de eliminación directa, para determinar al campeón del evento.

## Equipos
A la fase final del torneo clasificaron 16 de 75 equipos que participaron en la etapa clasificatoria: 3  de Sudamérica, 9 de Europa (incluyendo a Inglaterra, vigente campeón), uno de África, 2 de Norteamérica (incluyendo el organizador) y uno de Asia y Oceanía. De estos 16, 3 eran debutantes en la competición.
Los equipos participantes en dicho torneo son:
| Equipo (ver en detalle) | Equipo (ver en detalle) | Equipo (ver en detalle) | Participaciones | Participaciones | Participaciones |
| Equipo (ver en detalle) | Equipo (ver en detalle) | Equipo (ver en detalle) | Total           | Cons.           | Última          |
| ----------------------- | ----------------------- | ----------------------- | --------------- | --------------- | --------------- |
|                         | Alemania Federal        | 1/1 estrellas           | 7               | 5               | 1966            |
|                         | Bélgica                 |                         | 5               | 1               | 1954            |
|                         | Brasil                  | 2/2 estrellas           | 9               | 9               | 1966            |
|                         | Bulgaria                |                         | 3               | 3               | 1966            |
|                         | Checoslovaquia          |                         | 6               | 1               | 1962            |
|                         | El Salvador             |                         | 1               | 1               | -               |
|                         | Inglaterra              | 1/1 estrellas           | 6               | 6               | 1966            |
|                         | Israel                  |                         | 1               | 1               | -               |
|                         | Italia                  | 2/2 estrellas           | 7               | 3               | 1966            |
|                         | Marruecos               |                         | 1               | 1               | -               |
|                         | México                  |                         | 7               | 6               | 1966            |
|                         | Perú                    |                         | 2               | 1               | 1930            |
|                         | Rumania                 |                         | 4               | 1               | 1938            |
|                         | Suecia                  |                         | 5               | 1               | 1958            |
|                         | Unión Soviética         |                         | 4               | 4               | 1966            |
|                         | Uruguay                 | 2/2 estrellas           | 6               | 3               | 1966            |

## Lista de jugadores

### Grupo 1

#### México
| #    | Posición       | Nombre                 | Edad          | PJ Sel        | Club          |
| ---- | -------------- | ---------------------- | ------------- | ------------- | ------------- |
| 1    | Portero        | Ignacio Calderón       | 26            | -             | Guadalajara   |
| 2    | Defensa        | Juan Manuel Alejándrez | 26            | -             | Cruz Azul     |
| 3    | Defensa        | Gustavo Peña           | 28            | -             | Cruz Azul     |
| 4    | Defensa        | Francisco Montes       | 27            | -             | Veracruz      |
| 5    | Defensa        | Mario Pérez            | 23            | -             | América       |
| 6    | Defensa        | Guillermo Hernández    | 27            | -             | América       |
| 7    | Centrocampista | Marcos Rivas           | 22            | -             | Atlante       |
| 8    | Centrocampista | Antonio Munguía        | 27            | -             | Cruz Azul     |
| 9    | Centrocampista | Enrique Borja          | 24            | -             | América       |
| 10   | Delantero      | Horacio López Salgado  | 21            | -             | América       |
| 11   | Delantero      | Aarón Padilla          | 27            | -             | UNAM          |
| 12   | Portero        | Antonio Mota           | 31            | -             | Club Necaxa   |
| 13   | Defensa        | José Vantolrá          | 27            | -             | Toluca        |
| 14   | Defensa        | Javier Guzmán          | 25            | -             | Cruz Azul     |
| 15   | Centrocampista | Héctor Pulido          | 27            | -             | Cruz Azul     |
| 16   | Delantero      | Isidoro Díaz           | 32            | -             | León          |
| 17   | Centrocampista | José Luis González     | 27            | -             | UNAM          |
| 18   | Centrocampista | Mario Velarde          | 30            | -             | UNAM          |
| 19   | Delantero      | Javier Valdivia        | 28            | -             | Guadalajara   |
| 20   | Centrocampista | Ignacio Basaguren      | 25            | -             | Atlante       |
| 21   | Delantero      | Javier Fragoso         | 28            | -             | América       |
| 22   | Portero        | Francisco Castrejón    | 22            | -             | UNAM          |
| Ent. | Raúl Cárdenas  | Raúl Cárdenas          | Raúl Cárdenas | Raúl Cárdenas | Raúl Cárdenas |

#### Unión Soviética
| #    | Posición         | Nombre                | Edad             | PJ Sel           | Club                  |
| ---- | ---------------- | --------------------- | ---------------- | ---------------- | --------------------- |
| 1    | Portero          | Leonid Xmuts          | 21               | 0                | PFC CSKA Moscú        |
| 2    | Portero          | Anzor Kavazashvili    | 29               | 25               | Spartak de Moscú      |
| 3    | Defensa          | Valentín Afonin       | 30               | 38               | FK SKA Rostov del Don |
| 4    | Defensa          | Revaz Dzodzuashvili   | 25               | 10               | Dynamo Tblisi         |
| 5    | Defensa          | Volodímir Kaplichni   | 26               | 22               | PFC CSKA Moscú        |
| 6    | Defensa          | Ievgueni Lóvtxev      | 21               | 10               | Spartak de Moscú      |
| 7    | Defensa          | Guennadi Logofet      | 28               | 15               | Spartak de Moscú      |
| 8    | Defensa          | Murtaz Khurtsilava    | 27               | 39               | Dynamo Tblisi         |
| 9    | Defensa          | Albert Shesterniov    | 28               | 74               | PFC CSKA Moscú        |
| 10   | Centrocampista   | Valeri Zíkov          | 26               | 1                | FC Dinamo Moscú       |
| 11   | Centrocampista   | Kaji Asatiani         | 23               | 10               | PFC CSKA Moscú        |
| 12   | Centrocampista   | Nikolai Kisseliov     | 24               | 8                | Spartak de Moscú      |
| 13   | Portero          | Lev Yashin            | 40               | 74               | FC Dinamo Moscú       |
| 14   | Centrocampista   | Vladimir Muntyan      | 23               | 13               | Dynamo Kiev           |
| 15   | Centrocampista   | Víktor Serébrianikov  | 30               | 19               | Dynamo Kiev           |
| 16   | Delantero        | Anatoli Býshovets     | 24               | 29               | Dynamo Kiev           |
| 17   | Delantero        | Guennadi Ievriujikhin | 26               | 13               | FC Dinamo Moscú       |
| 18   | Delantero        | Slava Metreveli       | 34               | 48               | Dynamo Tblisi         |
| 19   | Delantero        | Guivi Nòdia           | 22               | 10               | Dynamo Tblisi         |
| 20   | Delantero        | Anatoli Púzatx        | 28               | 10               | Dynamo Kiev           |
| 21   | Delantero        | Vitali Khmelnitski    | 26               | 13               | Dynamo Kiev           |
| 22   | Delantero        | Valeri Porkuian       | 25               | 8                | Dynamo Kiev           |
| Ent. | Gavriil Kachalin | Gavriil Kachalin      | Gavriil Kachalin | Gavriil Kachalin | Gavriil Kachalin      |

#### Bélgica
| #    | Posición         | Nombre                 | Edad             | PJ Sel           | Club              |
| ---- | ---------------- | ---------------------- | ---------------- | ---------------- | ----------------- |
| 1    | Portero          | Christian Piot         | 22               | -                | Standard Liège    |
| 2    | Defensa          | Georges Heylens        | 28               | -                | Anderlecht        |
| 3    | Defensa          | Jean Thissen           | 24               | -                | Standard Liège    |
| 4    | Defensa          | Nicolas Dewalque       | 24               | -                | Standard Liège    |
| 5    | Defensa          | Léon Jeck              | 23               | -                | Standard Liège    |
| 6    | Defensa          | Jean Dockx             | 29               | -                | Anderlecht        |
| 7    | Centrocampista   | Léon Semmeling         | 30               | -                | Standard Liège    |
| 8    | Centrocampista   | Wilfried Van Moer      | 25               | -                | Standard Liège    |
| 9    | Delantero        | Johan Devrindt         | 26               | -                | Anderlecht        |
| 10   | Delantero        | Paul Van Himst         | 26               | -                | Anderlecht        |
| 11   | Delantero        | Wilfried Puis          | 27               | -                | Anderlecht        |
| 12   | Portero          | Jean-Marie Trappeniers | 28               | -                | Anderlecht        |
| 13   | Defensa          | Jacques Beurlet        | 25               | -                | Standard Liège    |
| 14   | Centrocampista   | Maurice Martens        | 22               | -                | Anderlecht        |
| 15   | Centrocampista   | Erwin Vandendaele      | 25               | -                | Club Brugge       |
| 16   | Centrocampista   | Odilon Polleunis       | 27               | -                | St Truiden        |
| 17   | Centrocampista   | Jan Verheyen           | 25               | -                | Beerschot         |
| 18   | Delantero        | Raoul Lambert          | 25               | -                | Club Brugge       |
| 19   | Delantero        | Pierre Carteus         | 26               | -                | Club Brugge       |
| 20   | Centrocampista   | Alfons Peeters         | 27               | -                | Anderlecht        |
| 21   | Delantero        | Frans Janssens         | 24               | -                | Lierse            |
| 22   | Portero          | Jacques Duquesne       | 30               | -                | Olympic Charleroi |
| Ent. | Raymond Goethals | Raymond Goethals       | Raymond Goethals | Raymond Goethals | Raymond Goethals  |

#### El Salvador
| #    | Posición                | Nombre                    | Edad                    | PJ Sel                  | Club                    |
| ---- | ----------------------- | ------------------------- | ----------------------- | ----------------------- | ----------------------- |
| 1    | Portero                 | Raúl Alfredo Magaña       | 30                      | -                       | FAS                     |
| 2    | Defensa                 | Roberto Rivas             | 28                      | -                       | Atlético Marte          |
| 3    | Defensa                 | Salvador Mariona          | 26                      | -                       | Universidad             |
| 4    | Defensa                 | Santiago Cortés           | 25                      | -                       | Atlético Marte          |
| 5    | Defensa                 | Saturnino Osorio          | 25                      | -                       | Águila                  |
| 6    | Centrocampista          | José Antonio Quintanilla  | 22                      | -                       | Alianza FC              |
| 7    | Centrocampista          | Mauricio Alonso Rodríguez | 24                      | -                       | Universidad             |
| 8    | Centrocampista          | Jorge Alfredo Vásquez     | 25                      | -                       | Universidad             |
| 9    | Centrocampista          | Juan Ramón Martínez       | 22                      | -                       | Águila                  |
| 10   | Delantero               | Salvador Flamenco         | 23                      | -                       | Atlético Marte          |
| 11   | Delantero               | Ernesto Hugo Aparicio     | 21                      | -                       | Atlético Marte          |
| 12   | Delantero               | Mario Antonio Monge       | 31                      | 28                      | FAS                     |
| 13   | Portero                 | Tomás Pineda              | 24                      | -                       | Alianza FC              |
| 14   | Defensa                 | Mauricio Manzano          | 26                      | -                       | Adler San Nicolás       |
| 15   | Delantero               | David Arnoldo Cabrera     | 24                      | -                       | FAS                     |
| 16   | Centrocampista          | Genaro Sermeño            | 21                      | -                       | FAS                     |
| 17   | Delantero               | Jaime Portillo            | 22                      | -                       | Alianza FC              |
| 18   | Defensa                 | Guillermo Castro          | 29                      | -                       | Atlético Marte          |
| 19   | Centrocampista          | Sergio Méndez             | 28                      | -                       | Atlético Marte          |
| 20   | Portero                 | Gualberto Fernández       | 28                      | -                       | Atlante San Alejo       |
| 21   | Delantero               | Elmer Acevedo             | 24                      | -                       | FAS                     |
| 22   | Centrocampista          | Alberto Villalta          | 22                      | -                       | Atlético Marte          |
| Ent. | Hernán Carrasco Vivanco | Hernán Carrasco Vivanco   | Hernán Carrasco Vivanco | Hernán Carrasco Vivanco | Hernán Carrasco Vivanco |

### Grupo 2

#### Italia
| #    | Posición             | Nombre               | Edad                 | PJ Sel               | Club                 |
| ---- | -------------------- | -------------------- | -------------------- | -------------------- | -------------------- |
| 1    | Portero              | Enrico Albertosi     | 30                   | 21                   | Cagliari Calcio      |
| 2    | Defensa              | Tarcisio Burgnich    | 31                   | 33                   | FC Internazionale    |
| 3    | Defensa              | Giacinto Facchetti   | 27                   | 46                   | FC Internazionale    |
| 4    | Defensa              | Fabrizio Poletti     | 26                   | 4                    | Torino Calcio        |
| 5    | Defensa              | Pierluigi Cera       | 29                   | 2                    | Cagliari Calcio      |
| 6    | Centrocampista       | Ugo Ferrante         | 24                   | 1                    | Fiorentina           |
| 7    | Centrocampista       | Comunardo Niccolai   | 23                   | 1                    | Cagliari Calcio      |
| 8    | Centrocampista       | Roberto Rosato       | 26                   | 18                   | AC Milan             |
| 9    | Centrocampista       | Giorgio Puia         | 32                   | 7                    | Torino Calcio        |
| 10   | Defensa              | Mario Bertini        | 26                   | 9                    | FC Internazionale    |
| 11   | Delantero            | Luigi Riva           | 25                   | 16                   | Cagliari Calcio      |
| 12   | Portero              | Dino Zoff            | 28                   | 10                   | SSC Napoli           |
| 13   | Delantero            | Angelo Domenghini    | 28                   | 22                   | Cagliari Calcio      |
| 14   | Centrocampista       | Gianni Rivera        | 26                   | 38                   | AC Milan             |
| 15   | Centrocampista       | Sandro Mazzola       | 27                   | 37                   | FC Internazionale    |
| 16   | Centrocampista       | Giancarlo De Sisti   | 27                   | 12                   | Fiorentina           |
| 17   | Portero              | Lido Vieri           | 30                   | 4                    | FC Internazionale    |
| 18   | Defensa              | Antonio Juliano      | 27                   | 14                   | SSC Napoli           |
| 19   | Delantero            | Sergio Gori          | 24                   | 0                    | Cagliari Calcio      |
| 20   | Delantero            | Roberto Boninsegna   | 26                   | 1                    | FC Internazionale    |
| 21   | Defensa              | Giuseppe Furino      | 23                   | 0                    | Juventus FC          |
| 22   | Delantero            | Pierino Prati        | 23                   | 6                    | AC Milan             |
| Ent. | Ferruccio Valcareggi | Ferruccio Valcareggi | Ferruccio Valcareggi | Ferruccio Valcareggi | Ferruccio Valcareggi |

#### Suecia
| #    | Posición       | Nombre              | Edad           | PJ Sel         | Club              |
| ---- | -------------- | ------------------- | -------------- | -------------- | ----------------- |
| 1    | Portero        | Ronnie Hellström    | 21             | -              | Hammarby IF       |
| 2    | Defensa        | Hans Selander       | 25             | -              | Helsingborgs IF   |
| 3    | Defensa        | Kurt Axelsson       | 28             | -              | Club Brugge       |
| 4    | Defensa        | Björn Nordqvist     | 27             | -              | IFK Norrköping    |
| 5    | Defensa        | Roland Grip         | 29             | -              | AIK Solna         |
| 6    | Centrocampista | Tommy Svensson      | 25             | -              | Östers IF         |
| 7    | Centrocampista | Bo Larsson          | 26             | -              | Malmö FF          |
| 8    | Centrocampista | Leif Eriksson       | 28             | -              | Örebro SK         |
| 9    | Delantero      | Ove Kindvall        | 27             | -              | Feyenoord         |
| 10   | Delantero      | Ove Grahn           | 27             | -              | Grasshoppers Club |
| 11   | Delantero      | Örjan Persson       | 27             | -              | Örgryte IS        |
| 12   | Portero        | Sven-Gunnar Larsson | 30             | -              | Örebro SK         |
| 13   | Defensa        | Claes Cronqvist     | 25             | -              | Djurgårdens IF    |
| 14   | Defensa        | Krister Kristensson | 27             | -              | Malmö FF          |
| 15   | Defensa        | Leif Målberg        | 24             | -              | IF Elfsborg       |
| 16   | Centrocampista | Tomas Nordahl       | 24             | -              | Örebro SK         |
| 17   | Portero        | Ronney Pettersson   | 30             | -              | Djurgårdens IF    |
| 18   | Delantero      | Tom Turesson        | 28             | -              | Hammarby IF       |
| 19   | Centrocampista | Göran Nicklasson    | 27             | -              | IFK Göteborg      |
| 20   | Defensa        | Jan Olsson          | 26             | -              | GAIS              |
| 21   | Delantero      | Inge Ejderstedt     | 23             | -              | Östers IF         |
| 22   | Centrocampista | Sten Pålsson        | 24             | -              | GAIS              |
| Ent. | Orvar Bergmark | Orvar Bergmark      | Orvar Bergmark | Orvar Bergmark | Orvar Bergmark    |

#### Uruguay
| #    | Posición       | Nombre                 | Edad         | PJ Sel       | Club                      |
| ---- | -------------- | ---------------------- | ------------ | ------------ | ------------------------- |
| 1    | Portero        | Ladislao Mazurkiewicz  | 25           | -            | C.A. Peñarol              |
| 2    | Defensa        | Atilio Ancheta         | 21           | -            | Club Nacional de Football |
| 3    | Defensa        | Roberto Matosas        | 30           | -            | C.A. Peñarol              |
| 4    | Defensa        | Luis Ubiña             | 29           | -            | Club Nacional de Football |
| 5    | Centrocampista | Julio Montero Castillo | 26           | -            | Club Nacional de Football |
| 6    | Defensa        | Juan Mujica            | 26           | -            | Club Nacional de Football |
| 7    | Centrocampista | Luis Cubilla           | 30           | -            | Club Nacional de Football |
| 8    | Centrocampista | Pedro Rocha            | 27           | -            | C.A. Peñarol              |
| 9    | Centrocampista | Víctor Espárrago       | 25           | -            | Club Nacional de Football |
| 10   | Centrocampista | Ildo Maneiro           | 22           | -            | Club Nacional de Football |
| 11   | Delantero      | Julio César Morales    | 25           | -            | Club Nacional de Football |
| 12   | Portero        | Héctor Santos          | 25           | -            | CA Bella Vista            |
| 13   | Centrocampista | Rodolfo Sandoval       | 21           | -            | C.A. Peñarol              |
| 14   | Defensa        | Francisco Cámera       | 26           | -            | CA Bella Vista            |
| 15   | Delantero      | Dagoberto Fontes       | 26           | -            | Defensor Sporting Club    |
| 16   | Defensa        | Omar Caetano           | 31           | -            | C.A. Peñarol              |
| 17   | Delantero      | Rubén Bareño           | 26           | -            | C.A. Cerro                |
| 18   | Defensa        | Alberto Gómez          | 25           | -            | Liverpool                 |
| 19   | Defensa        | Oscar Zubía            | 24           | -            | CA River Plate            |
| 20   | Delantero      | Julio César Cortés     | 29           | -            | C.A. Peñarol              |
| 21   | Delantero      | Julio Losada           | 19           | -            | C.A. Peñarol              |
| 22   | Portero        | Walter Corbo           | 21           | -            | Club Nacional de Football |
| Ent. | Juan Hohberg   | Juan Hohberg           | Juan Hohberg | Juan Hohberg | Juan Hohberg              |

#### Israel
| #    | Posición          | Nombre               | Edad              | PJ Sel            | Club                     |
| ---- | ----------------- | -------------------- | ----------------- | ----------------- | ------------------------ |
| 1    | Portero           | Yitzchak Vissoker    | 25                | 17                | Hapoel Petah Tikva       |
| 2    | Defensa           | Shraga Bar           | 22                | 13                | Maccabi Netanya          |
| 3    | Defensa           | Menachem Bello       | 22                | 25                | Maccabi Tel Aviv         |
| 4    | Defensa           | David Primo          | 24                | 18                | Hapoel Tel Aviv          |
| 5    | Defensa           | Zvi Rosen            | 22                | 16                | Maccabi Tel Aviv         |
| 6    | Defensa           | Shmuel Rosenthal     | 23                | 23                | Hapoel Petah Tikva       |
| 7    | Centrocampista    | Itzhak Shum          | 21                | 8                 | Hapoel Kfar Saba         |
| 8    | Delantero         | Giora Spiegel        | 22                | 19                | Maccabi Tel Aviv         |
| 9    | Delantero         | Yehoshua Feigenbaum  | 22                | 15                | Hapoel Tel Aviv          |
| 10   | Delantero         | Mordechai Spiegler   | 25                | 36                | Maccabi Netanya          |
| 11   | Centrocampista    | George Borba         | 25                | 10                | Hapoel Tel Aviv          |
| 12   | Centrocampista    | Yisha'ayahu Schwager | 24                | 6                 | Maccabi Haifa            |
| 13   | Delantero         | Yechezekel Chazom    | 23                | 4                 | Hapoel Tel Aviv          |
| 14   | Centrocampista    | Dani Shmulevich-Rom  | 29                | 24                | Maccabi Haifa            |
| 15   | Delantero         | Rachamim Talbi       | 27                | 25                | Maccabi Tel Aviv         |
| 16   | Defensa           | Yochanan Vollach     | 25                | 4                 | Hapoel Haifa             |
| 17   | Delantero         | Eli Ben Rimoz        | 25                | 2                 | Hapoel Jerusalem         |
| 18   | Centrocampista    | Moshe Romano         | 24                | 6                 | Shimshon Tel Aviv        |
| 19   | Centrocampista    | Roni Shuruk          | 24                | 8                 | Hakoah Maccabi Ramat Gan |
| 20   | Defensa           | David Karako         | 25                | 6                 | Maccabi Tel Aviv         |
| 21   | Portero           | Yechiel Hameiri      | 23                | 1                 | Hapoel Haifa             |
| 22   | Portero           | Yair Nossovsky       | 32                | 3                 | Hapoel Kfar Saba         |
| Ent. | Emmanuel Scheffer | Emmanuel Scheffer    | Emmanuel Scheffer | Emmanuel Scheffer | Emmanuel Scheffer        |

### Grupo 3

#### Brasil
| #    | Posición       | Nombre         | Edad          | PJ Sel        | Club             |
| ---- | -------------- | -------------- | ------------- | ------------- | ---------------- |
| 1    | Portero        | Félix          | 32            | -             | Fluminense       |
| 2    | Defensa        | Brito          | 30            | -             | Flamengo         |
| 3    | Defensa        | Piazza         | 27            | -             | Cruzeiro         |
| 4    | Defensa        | Carlos Alberto | 25            | -             | Santos FC        |
| 5    | Centrocampista | Clodoaldo      | 20            | -             | Santos FC        |
| 6    | Defensa        | Marco Antônio  | 19            | -             | Fluminense       |
| 7    | Delantero      | Jairzinho      | 25            | -             | Botafogo         |
| 8    | Centrocampista | Gérson         | 29            | -             | São Paulo FC     |
| 9    | Delantero      | Tostão         | 23            | -             | Cruzeiro         |
| 10   | Delantero      | Pelé           | 29            | -             | Santos FC        |
| 11   | Centrocampista | Rivelino       | 24            | -             | Corinthians      |
| 12   | Portero        | Ado            | 23            | -             | Corinthians      |
| 13   | Delantero      | Roberto        | 25            | -             | Botafogo         |
| 14   | Defensa        | Baldocchi      | 24            | -             | Palmeiras        |
| 15   | Defensa        | Fontana        | 29            | -             | Cruzeiro         |
| 16   | Defensa        | Everaldo       | 25            | -             | Grêmio           |
| 17   | Defensa        | Joel           | 23            | -             | Santos FC        |
| 18   | Centrocampista | Paulo César    | 20            | -             | Botafogo         |
| 19   | Delantero      | Edu            | 20            | -             | Santos FC        |
| 20   | Delantero      | Dario          | 24            | -             | Atlético Mineiro |
| 21   | Defensa        | Zé Maria       | 21            | -             | Portuguesa       |
| 22   | Portero        | Leão           | 20            | -             | Palmeiras        |
| Ent. | Mário Zagallo  | Mário Zagallo  | Mário Zagallo | Mário Zagallo | Mário Zagallo    |

#### Inglaterra
| #    | Posición       | Nombre         | Edad       | PJ Sel     | Club                 |
| ---- | -------------- | -------------- | ---------- | ---------- | -------------------- |
| 1    | Portero        | Gordon Banks   | 32         | 59         | Stoke City           |
| 2    | Defensa        | Keith Newton   | 28         | 24         | Everton              |
| 3    | Defensa        | Terry Cooper   | 25         | 8          | Leeds United         |
| 4    | Centrocampista | Alan Mullery   | 28         | 27         | Tottenham Hotspur    |
| 5    | Defensa        | Brian Labone   | 30         | 23         | Everton              |
| 6    | Defensa        | Bobby Moore    | 29         | 80         | West Ham United      |
| 7    | Delantero      | Francis Lee    | 26         | 14         | Manchester City      |
| 8    | Centrocampista | Alan Ball      | 25         | 41         | Everton              |
| 9    | Centrocampista | Bobby Charlton | 32         | 102        | Manchester United    |
| 10   | Delantero      | Geoff Hurst    | 28         | 38         | West Ham United      |
| 11   | Delantero      | Martin Peters  | 26         | 38         | Tottenham Hotspur    |
| 12   | Portero        | Peter Bonetti  | 28         | 6          | Chelsea              |
| 13   | Portero        | Alex Stepney   | 27         | 1          | Manchester United    |
| 14   | Defensa        | Tommy Wright   | 25         | 9          | Everton              |
| 15   | Defensa        | Nobby Stiles   | 28         | 28         | Manchester United    |
| 16   | Centrocampista | Emlyn Hughes   | 22         | 6          | Liverpool            |
| 17   | Defensa        | Jack Charlton  | 35         | 34         | Leeds United         |
| 18   | Centrocampista | Norman Hunter  | 26         | 13         | Leeds United         |
| 19   | Centrocampista | Colin Bell     | 24         | 11         | Manchester City      |
| 20   | Delantero      | Peter Osgood   | 23         | 1          | Chelsea              |
| 21   | Delantero      | Allan Clarke   | 23         | 0          | Leeds United         |
| 22   | Delantero      | Jeff Astle     | 28         | 3          | West Bromwich Albion |
| Ent. | Alf Ramsey     | Alf Ramsey     | Alf Ramsey | Alf Ramsey | Alf Ramsey           |

#### Checoslovaquia
| #    | Posición       | Nombre            | Edad        | PJ Sel      | Club                       |
| ---- | -------------- | ----------------- | ----------- | ----------- | -------------------------- |
| 1    | Portero        | Ivo Viktor        | 28          | 19          | Dukla Praha                |
| 2    | Defensa        | Karol Dobiáš      | 22          | 9           | Spartak Trnava             |
| 3    | Defensa        | Václav Migas      | 25          | 4           | Athletic Club Sparta Praga |
| 4    | Defensa        | Vladimír Hagara   | 26          | 10          | Spartak Trnava             |
| 5    | Defensa        | Alexander Horváth | 31          | 24          | Slovan Bratislava          |
| 6    | Centrocampista | Andrej Kvašňák    | 34          | 49          | KV Mechelen                |
| 7    | Centrocampista | Bohumil Veselý    | 24          | 13          | Athletic Club Sparta Praga |
| 8    | Centrocampista | Ladislav Petráš   | 23          | 1           | Inter Bratislava           |
| 9    | Centrocampista | Ladislav Kuna     | 23          | 22          | Spartak Trnava             |
| 10   | Delantero      | Jozef Adamec      | 28          | 30          | Spartak Trnava             |
| 11   | Delantero      | Karol Jokl        | 24          | 18          | Slovan Bratislava          |
| 12   | Defensa        | Ján Pivarník      | 22          | 6           | FC VSS Košice              |
| 13   | Portero        | Anton Flešár      | 26          | 1           | Lokomotiva Košice          |
| 14   | Defensa        | Vladimír Hrivnák  | 25          | 4           | Slovan Bratislava          |
| 15   | Defensa        | Ján Zlocha        | 28          | 3           | Slovan Bratislava          |
| 16   | Centrocampista | Ivan Hrdlička     | 26          | 13          | Slovan Bratislava          |
| 17   | Centrocampista | Jaroslav Pollák   | 22          | 5           | FC VSS Košice              |
| 18   | Centrocampista | František Veselý  | 26          | 16          | Slavia Praha               |
| 19   | Centrocampista | Josef Jurkanin    | 21          | 8           | Athletic Club Sparta Praga |
| 20   | Delantero      | Milan Albrecht    | 19          | 2           | Jednota Trenčín            |
| 21   | Delantero      | Ján Čapkovič      | 22          | 4           | Slovan Bratislava          |
| 22   | Portero        | Alexander Vencel  | 26          | 12          | Slovan Bratislava          |
| Ent. | Josef Marko    | Josef Marko       | Josef Marko | Josef Marko | Josef Marko                |

#### Rumanía
| #    | Posición         | Nombre              | Edad             | PJ Sel           | Club                |
| ---- | ---------------- | ------------------- | ---------------- | ---------------- | ------------------- |
| 1    | Portero          | Necula Răducanu     | 24               | 9                | Rapid Bucureşti     |
| 2    | Defensa          | Lajos Sătmăreanu    | 26               | 20               | Steaua Bucureşti    |
| 3    | Defensa          | Nicolae Lupescu     | 29               | 7                | Rapid Bucureşti     |
| 4    | Defensa          | Mihai Mocanu        | 28               | 25               | Petrolul Ploieşti   |
| 5    | Centrocampista   | Cornel Dinu         | 21               | 16               | Dinamo Bucureşti    |
| 6    | Centrocampista   | Dan Coe             | 28               | 39               | Rapid Bucureşti     |
| 7    | Centrocampista   | Emerich Dembrovschi | 24               | 11               | FCM Bacău           |
| 8    | Delantero        | Nicolae Dobrin      | 22               | 24               | FC Argeş Piteşti    |
| 9    | Delantero        | Florea Dumitrache   | 22               | 13               | Dinamo Bucureşti    |
| 10   | Centrocampista   | Radu Nunweiller     | 25               | 14               | Dinamo Bucureşti    |
| 11   | Delantero        | Mircea Lucescu      | 24               | 25               | Dinamo Bucureşti    |
| 12   | Defensa          | Mihai Ivăncescu     | 28               | 0                | Steagul Roşu Braşov |
| 13   | Defensa          | Augustin Deleanu    | 25               | 11               | Dinamo Bucureşti    |
| 14   | Defensa          | Vasile Gergely      | 28               | 35               | Dinamo Bucureşti    |
| 15   | Defensa          | Ion Dumitru         | 20               | 3                | Rapid Bucureşti     |
| 16   | Centrocampista   | Alexandru Neagu     | 21               | 4                | Rapid Bucureşti     |
| 17   | Centrocampista   | Gheorghe Tătaru     | 22               | 0                | Steaua Bucureşti    |
| 18   | Delantero        | Marin Tufan         | 27               | 2                | Farul Constanţa     |
| 19   | Delantero        | Flavius Domide      | 24               | 6                | UTA Arad            |
| 20   | Defensa          | Nicolae Pescaru     | 27               | 1                | Steagul Roşu Braşov |
| 21   | Portero          | Stere Adamache      | 28               | 2                | Steagul Roşu Braşov |
| 22   | Portero          | Gheorghe Gornea     | 25               | 4                | UTA Arad            |
| Ent. | Angelo Niculescu | Angelo Niculescu    | Angelo Niculescu | Angelo Niculescu | Angelo Niculescu    |

### Grupo 4

#### Alemania Occidental
| #    | Posición       | Nombre                  | Edad         | PJ Sel       | Club                   |
| ---- | -------------- | ----------------------- | ------------ | ------------ | ---------------------- |
| 1    | Portero        | Sepp Maier              | 26           | 19           | Bayern Munich          |
| 2    | Defensa        | Horst-Dieter Höttges    | 26           | 49           | Werder Bremen          |
| 3    | Defensa        | Karl-Heinz Schnellinger | 31           | 41           | AC Milan               |
| 4    | Centrocampista | Franz Beckenbauer       | 24           | 38           | Bayern Munich          |
| 5    | Defensa        | Willi Schulz            | 31           | 61           | FC Köln                |
| 6    | Centrocampista | Wolfgang Weber          | 25           | 37           | FC Köln                |
| 7    | Defensa        | Berti Vogts             | 23           | 24           | Borussia M'gladbach    |
| 8    | Centrocampista | Helmut Haller           | 30           | 32           | Juventus FC            |
| 9    | Delantero      | Uwe Seeler              | 33           | 65           | Hamburg                |
| 10   | Delantero      | Sigfried Held           | 27           | 27           | Borussia Dortmund      |
| 11   | Defensa        | Klaus Fichtel           | 25           | 13           | Schalke 04             |
| 12   | Centrocampista | Wolfgang Overath        | 26           | 49           | FC Köln                |
| 13   | Delantero      | Gerd Müller             | 24           | 19           | Bayern Munich          |
| 14   | Delantero      | Reinhard Libuda         | 26           | 15           | Schalke 04             |
| 15   | Defensa        | Bernd Patzke            | 27           | 19           | Hertha Berlin          |
| 16   | Centrocampista | Max Lorenz              | 30           | 19           | Werder Bremen          |
| 17   | Delantero      | Johannes Löhr           | 27           | 13           | FC Köln                |
| 18   | Defensa        | Klaus-Dieter Sieloff    | 28           | 9            | Borussia M'gladbach    |
| 19   | Centrocampista | Peter Dietrich          | 26           | 1            | Borussia M'gladbach    |
| 20   | Delantero      | Jürgen Grabowski        | 25           | 7            | Eintracht Frankfurt    |
| 21   | Portero        | Manfred Manglitz        | 30           | 4            | FC Köln                |
| 22   | Portero        | Horst Wolter            | 27           | 12           | Eintracht Braunschweig |
| Ent. | Helmut Schön   | Helmut Schön            | Helmut Schön | Helmut Schön | Helmut Schön           |

#### Perú
| #    | Posición       | Nombre              | Edad | PJ Sel | Club                   |
| ---- | -------------- | ------------------- | ---- | ------ | ---------------------- |
| 1    | Portero        | Luis Rubiños        | 29   | -      | Sporting Cristal       |
| 2    | Defensa        | Eloy Campos         | 28   | -      | Sporting Cristal       |
| 3    | Defensa        | Orlando de la Torre | 26   | -      | Sporting Cristal       |
| 4    | Defensa        | Héctor Chumpitaz    | 26   | -      | Universitario          |
| 5    | Defensa        | Nicolás Fuentes     | 28   | -      | Universitario          |
| 6    | Centrocampista | Ramón Mifflin       | 23   | -      | Sporting Cristal       |
| 7    | Centrocampista | Roberto Challe      | 23   | -      | Universitario          |
| 8    | Centrocampista | Julio Baylón        | 22   | -      | Alianza Lima           |
| 9    | Delantero      | Pedro Pablo León    | 27   | -      | Alianza Lima           |
| 10   | Delantero      | Teófilo Cubillas    | 21   | -      | Alianza Lima           |
| 11   | Centrocampista | Alberto Gallardo    | 29   | -      | Sporting Cristal       |
| 12   | Portero        | Rubén Correa        | 28   | -      | Universitario          |
| 13   | Centrocampista | Pedro González      | 27   | -      | Universitario          |
| 14   | Defensa        | José Fernández      | 31   | -      | Sporting Cristal       |
| 15   | Centrocampista | Javier Gonzáles     | 31   | -      | Alianza Lima           |
| 16   | Defensa        | Félix Salinas       | 31   | -      | Universitario          |
| 17   | Centrocampista | Luis Cruzado        | 28   | -      | Universitario          |
| 18   | Delantero      | José del Castillo   | 27   | -      | Sporting Cristal       |
| 19   | Defensa        | Eladio Reyes        | 22   | -      | Alianza Lima           |
| 20   | Delantero      | Hugo Sotil          | 22   | -      | Deportivo Municipal    |
| 21   | Portero        | Jesús Goyzueta      | 23   | -      | Universitario          |
| 22   | Delantero      | Oswaldo Ramírez     | 23   | -      | Sport Boys Association |
| Ent. | Didi           | Didi                | Didi | Didi   | Didi                   |

#### Bulgaria
| #    | Posición       | Nombre                | Edad           | PJ Sel         | Club              |
| ---- | -------------- | --------------------- | -------------- | -------------- | ----------------- |
| 1    | Portero        | Simeon Simeonov       | 24             | -              | Slavia Sofia      |
| 2    | Defensa        | Aleksandar Shalamanov | 28             | -              | Slavia Sofia      |
| 3    | Defensa        | Ivan Dimitrov         | 35             | -              | Akademik Sofia    |
| 4    | Defensa        | Stefan Aladzhov       | 22             | -              | Levski Sofia      |
| 5    | Centrocampista | Ivan Davidov          | 26             | -              | Slavia Sofia      |
| 6    | Defensa        | Dimitar Penev         | 24             | -              | CSKA Sofia        |
| 7    | Delantero      | Georgi Popov          | 25             | -              | Trakia Plovdiv    |
| 8    | Centrocampista | Hristo Bonev          | 23             | -              | Lokomotiv Plovdiv |
| 9    | Delantero      | Petar Zhekov          | 25             | -              | CSKA Sofia        |
| 10   | Delantero      | Dimitar Yakimov       | 28             | -              | CSKA Sofia        |
| 11   | Centrocampista | Dinko Dermendzhiev    | 28             | -              | Trakia Plovdiv    |
| 12   | Defensa        | Milko Gaydarski       | 24             | -              | Levski Sofia      |
| 13   | Portero        | Stoyan Yordanov       | 26             | -              | CSKA Sofia        |
| 14   | Defensa        | Dobromir Zhechev      | 27             | -              | Levski Sofia      |
| 15   | Defensa        | Boris Gaganelov       | 28             | -              | CSKA Sofia        |
| 16   | Centrocampista | Asparuh Nikodimov     | 24             | -              | CSKA Sofia        |
| 17   | Defensa        | Todor Kolev           | 28             | -              | Slavia Sofia      |
| 18   | Delantero      | Dimitar Marashliev    | 22             | -              | CSKA Sofia        |
| 19   | Centrocampista | Georgi Asparuhov      | 27             | -              | Levski Sofia      |
| 20   | Centrocampista | Vasil Mitkov          | 26             | -              | Levski Sofia      |
| 21   | Delantero      | Bozhidar Grigorov     | 24             | -              | Slavia Sofia      |
| 22   | Portero        | Georgi Kamenski       | 23             | -              | Levski Sofia      |
| Ent. | Stefan Bozhkov | Stefan Bozhkov        | Stefan Bozhkov | Stefan Bozhkov | Stefan Bozhkov    |

#### Marruecos
| #    | Posición        | Nombre               | Edad            | PJ Sel          | Club             |
| ---- | --------------- | -------------------- | --------------- | --------------- | ---------------- |
| 1    | Portero         | Allal Ben Kassou     | 28              | -               | FAR Rabat        |
| 2    | Defensa         | Abdallah Lamrani     | 24              | -               | FAR Rabat        |
| 3    | Defensa         | Boujemaa Benkhrif    | 22              | -               | KAC Kenitra      |
| 4    | Defensa         | Moulay Khanoussi     | 30              | -               | MAS Fez          |
| 5    | Defensa         | Kacem Slimani        | 21              | -               | RS Settat        |
| 6    | Centrocampista  | Mohammed Mahroufi    | 23              | -               | DH Jadida        |
| 7    | Centrocampista  | Said Gandhi          | 21              | -               | RCA Casablanca   |
| 8    | Centrocampista  | Driss Bamous         | 27              | -               | FAR Rabat        |
| 9    | Delantero       | Ahmed Faras          | 23              | -               | SCC Mohammédia   |
| 10   | Delantero       | Mohammed El Filali   | 24              | -               | Mouloudia Oujda  |
| 11   | Centrocampista  | Maouhoub Ghazouani   | 24              | -               | FAR Rabat        |
| 12   | Portero         | Mohammed Hazzaz      | 25              | -               | MAS Fez          |
| 13   | Defensa         | Jalili Fadili        | 30              | -               | FAR Rabat        |
| 14   | Delantero       | Houmane Jarir        | 25              | -               | RCA Casablanca   |
| 15   | Centrocampista  | Hamed Dahane         | 24              | -               | Union Sidi Kacem |
| 16   | Centrocampista  | Moustapha Choukri    | 25              | -               | RCA Casablanca   |
| 17   | Delantero       | Ahmed Alaoui         | 21              | -               | RS Settat        |
| 18   | Defensa         | Abdelkader El Khiati | 25              | -               | FAR Rabat        |
| 19   | Portero         | Abdelkader Ouaraghli | 27              | -               | WAC Casablanca   |
| Ent. | Blagoje Vidinić | Blagoje Vidinić      | Blagoje Vidinić | Blagoje Vidinić | Blagoje Vidinić  |